# Joe Clay
Joe Clay (Harvey, 9 september 1938 - 26 september 2016) was een Amerikaanse rockabillyzanger.

## Carrière
Zijn ouders moedigden een vroege interesse in countrymuziek aan en op 12-jarige leeftijd was hij al een competente drummer, later leerde hij ook ritmegitaar en elektrische bas. Clay begon op die leeftijd op te treden in een countryband, die een plekje kreeg aangeboden bij het lokale radiostation WWEZ. RCA-dochter Vik Records contracteerde hem een paar jaar later, toen hij nog in zijn tienerjaren was. Hij nam op in New York met de gitaristen Mickey Baker en Skeeter Best, bassist Leonard Gaskin en de drummers Bobby Donaldson en Joe Marshall. Hij bestuurde 15 jaar een schoolbus in de omgeving van New Orleans. In 1955 stelde zijn lokale reputatie hem in staat om de prestigieuze Louisiana Hayride te spelen vanuit Shreveport, waar hij de affiche deelde met de nieuw opkomende Elvis Presley. De bron vermeldde ook dat hij inviel als drummer voor Presley, toen hij in het Pontchartrain Amusement Park in New Orleans speelde, toen D.J. Fontana het optreden niet kon afmaken.
Zijn eerste publicatie in 1956, het door Rudy Grayzell geschreven Duck Tail en Sixteen Chicks en de daaropvolgende singles bleven onopgemerkt. In 1956 verscheen hij in The Ed Sullivan Show, een paar maanden voordat Elvis Presley daar optrad en Clay speelde een cover van de hit Only You (And You Alone) van The Platters. Clay zou later gitaar spelen op een aantal van Presley's opnamen, maar van zijn manager mocht hij niet buiten de regio van New Orleans toeren, zodat hij nooit een hit scoorde.
Nadat hij bij RCA op non-actief was gezet, bleef hij meer dan 30 jaar optreden in New Orleans. In de jaren 1980 leidde de opleving van rockabilly in Europa tot hernieuwde belangstelling voor Clay. Hij toerde toen door Engeland in 1986. In 1991 werd Clay geïnterviewd en was hij te zien op de cover van Cat Tales fanzine. Hij sprak over zijn vroege succes, dat in de vergetelheid raakte en vervolgens herontdekt werd.
In 2008 verscheen hij in een bekroonde Canadese documentaire Rockabilly 514, geregisseerd door Patricia Chica en Mike Wafer. Hij sprak over zijn vroege begin als rockabilly-muzikant in de jaren 1950 en zijn fascinatie voor de nieuwe generatie rockabilly-volgers. Hij werd ook live gezien tijdens het uitvoeren van zijn single Sixteen Chicks onder een enthousiaste menigte jonge rockabilly-fans.
In 2011 werd Clay tijdens een optreden in het NOLA House Of Blues opgenomen in de Louisiana Music Hall Of Fame.
Clay was headliner bij The Rockers Reunion in het Rivermeade Leisure Centre in Reading op 23 januari 2016.

## Overlijden
Joe Clay overleed op 26 september 2016 op 78-jarige leeftijd.

## Discografie

### Singles
Vik Records
- 1956: Duck Tail / Sixteen Chicks
- 1956: Get On The Right Track / Cracker Jack

Samter Records
- 1962: Can't Get You Out Of My Mind / Don't Know What To Do
- 1963: Love You / My Heart Loves Only You
- 1963: I Get So Blue / Little Darlin'

El Toro Records
- 2016: Hitting That Spot / My Car's Allright
- 2016: Fishing Pole Song / The Legend Is Now

Mac Records
- 2016:	Be-Bop-Boogie-Bop / Rock Little

### Niet gepubliceerd
Vik Records (oorspronkelijk niet gepubliceerd)
- Did You Mean Jelly Bean
- Doggone
- Goodbye, Goodbye
- Slippin’ Out And Sneakin’ In
- You Look That Good To Me

- Bibliothèque nationale de France: cb162289303 (data)
- Gemeinsame Normdatei: 134348133
- International Standard Name Identifier: 0000 0000 8140 0567
- Library of Congress Control Number: n90612571
- MusicBrainz: fa8b60b3-3226-41c2-9f8a-aba4563d4dc6
- Virtual International Authority File: 60699222
- WorldCat: E39PBJkXCdG7gD3q9wHd68F7pP